# Bernard Aussichtsturm

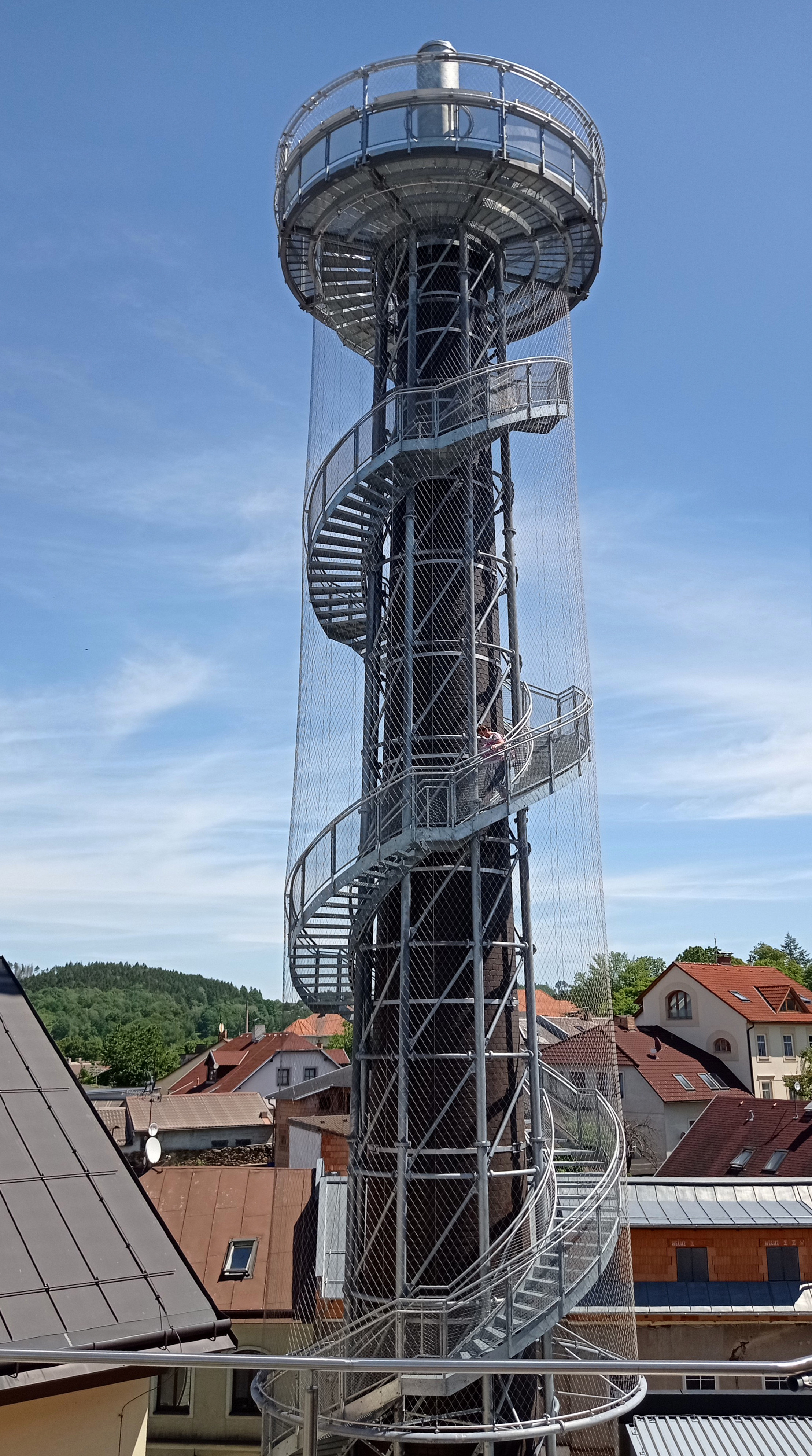
Bernard-Aussichtsturm

Der Aussichtsturm Bernard (tschechisch: Rozhledna Bernard) in tschechischen Humpolec ist ein von der Brauerei Bernard betriebener Schornstein. Ab 2019 erfolgte der Ausbau zu einem Aussichtsturm, dieser war konzeptioneller Bestandteil der Errichtung eines touristisch-gastronomischen Besucherzentrums der Brauerei.
Hierzu wurde um den Schornstein ein Stahlgerüst mit einer Wendeltreppe aus 189 Stufen errichtet sowie eine Aussichtsplattform in 33 Metern Höhe installiert. Auf der Spitze des Schornsteins ist ein Stahlrohr angebracht, so dass die Besucher nicht in Kontakt mit der Abluft gelangen. Der Umbau war im Januar 2021 abgeschlossen. Wegen der COVID-19-Pandemie wurde das Besucherzentrum mit dem Schornstein erst im Juni 2022 eröffnet.
Koordinaten: 49° 32′ 23,2″ N, 15° 21′ 36,2″ O